# Barnet FC
Barnet Football Club is een Engelse voetbalclub gevestigd in Edgware, in het noordwesten van Londen. De club speelt in de League Two, het vierde niveau van het Engelse voetbal, na promotie uit de National League in het seizoen 2024/25. De club bungelt de laatste decennia heen en weer van de League Two naar de National League. Thuiswedstrijden werden van 1907 tot 2013 afgewerkt in het Underhill Stadium. Sinds 2013 werkt de club haar wedstrijden af in The Hive Stadium.
Barnet promoveerde in 1991 voor het eerst naar de English Football League, na het winnen van de Football Conference 1990/91 onder trainer Barry Fry. In 1993 bereikte Barnet de Football League Second Division, destijds het derde niveau, maar degradeerde het na één seizoen alweer. Ze degradeerden terug naar de Conference, maar keerden na vier seizoenen terug in de Football League na het kampioenschap in de Conference National 2004/05. De club bracht vervolgens acht seizoenen door in de League Two, alvorens in 2013 terug te degraderen naar de Conference. In 2015 keerde de ploeg wederom terug in de Football League, ditmaal voor de duur van drie seizoenen.
In 2025 keerde Barnet FC onder leiding van de Ier Dean Brennan na zeven seizoenen afwezigheid terug in de English Football League na het winnen van de National League.

## Geschiedenis

### Beginjaren
Barnet FC werd opgericht in 1888, nadat het voorheen bekend stond als New Barnet FC (1885-88) en Woodville FC (1882-85). De club is opgericht door ex-scholieren van Cowley College en Lyonsdown Collegiate School. Ze stonden bekend als "The Hillmen" en speelden in New Barnet voordat ze in 1889 verhuisden naar Ravenscroft Park in Queens Road. Aanvankelijk speelden ze vriendschappelijke wedstrijden voordat ze in 1892-93 lid werden van de North London League. Ze hadden succes in de North Middlesex League Division II (runners-up in 1894-95), Division I (runners-up in 1895-96) en de Premier Division (kampioen in 1896-97). Na promotie naar de London League Division II, werd Barnet kampioen in 1897-98 en bracht de volgende seizoenen door in de London League Division I voordat het ophield te bestaan in het seizoen 1901-02.

### Barnet Avenue en Barnet Alston
Twee plaatselijke clubs, Barnet Avenue FC (opgericht in 1890) en Alston Works AFC (opgericht in 1901) bleven publiek trekken. Barnet Avenue herdoopte zichzelf in 1904 tot Barnet FC en als overtuigde voorstanders van het amateurspel vermeden zij de London Football Association ten gunste van de Amateur Football Association, waartoe zij in 1907 toetraden na het winnen van de Chiswick League. Avenue speelde hun thuiswedstrijden aanvankelijk in Hadley Green voordat ze naar Queens Road verhuisden.
Alston Works AFC, later Barnet Alston FC, werd opgericht in 1901 en werd in 1906-07 kampioen van de London League. Bestaand uit werknemers van Alston Works, een tandartsenfabriek, stonden zij bekend als "The Dentals". Hun clubkleuren van amber en zwart is de basis van het huidige Barnet-tenue. In 1907 verhuisden ze naar het huidige terrein van de club in Underhill, Barnet Lane. Hun eerste wedstrijd was een 1-0 overwinning op Crystal Palace op 14 september 1907. Na de fusie met het Avenue-team in 1912 speelden ze in de nieuwe Athenian League als Barnet and Alston FC. Na de Eerste Wereldoorlog in 1919 werden zij de derde instantie van Barnet FC. Dit team gaat vandaag de dag nog steeds door.

### Jaren in de Football League (1991-2001)
Lange tijd deed de club mee in de marge. Pas in 1991, na het behalen van het kampioenschap in de Football Conference, trad de vereniging voor het eerst toe tot de Fourth Division van de Football League. In hun eerste seizoen in de competitie bereikte de club de play-offs voor promotie, maar verloor van Blackpool in de halve finale.
Het seizoen 1992/93 bracht veel financiele zorgen met zich mee. Ondanks de financiële problemen eindigde Barnet als derde in de nieuwe Third Division en verzekerde zich van de laatste automatische promotieplaats. Manager Barry Fry verliet Barnet echter met nog een handvol wedstrijden te gaan en werd vervangen door zijn assistent Edwin Stein, die vervolgens zelf vertrok om zich in de zomer bij Fry aan te sluiten bij Southend United. Doelman Gary Phillips nam de leiding over tijdens een moeilijke zomer, waarin Barnet met moeite een verbanning uit de Football League overleefde en het overgrote deel van hun promotie-winnende ploeg verloor in een tribunaal dat de contracten van de spelers nietig verklaarde. Phillips stelde een ploeg samen uit de weinige overgebleven spelers en enkele transfervrije spelers. In januari 1994 werd Phillips bijgestaan door voormalig Engels international Ray Clemence, maar de ploeg degradeerde nog steeds uit de Second Division. In augustus 1994 werd Ray Clemence de enige manager voor twee seizoenen en eindigde elfde en daarna negende in de Third Division. Aan het begin van het seizoen 1996/97 vertrok Ray Clemence om keeperstrainer van Engeland te worden, waarna Terry Bullivant de leiding kreeg.
Het volgende seizoen zakte Barnet naar de vijftiende plaats, hun laagste Football League-eindklassering tot dan toe. Desondanks werd Bullivant die zomer benaderd om manager van Reading te worden; hij accepteerde de baan en John Still verving hem als manager. De volgende vier seizoenen waren wisselvallig, ze werden zevende en bereikten de play-offs in 1997/98, bereikten een nieuw dieptepunt met een zestiende plaats in 1998/99, en werden vervolgens zesde en kwalificeerden zich opnieuw voor de play-offs in 1999/2000. Het seizoen 2000/01 leek aanvankelijk weer een solide campagne te worden, met Barnet in de kopgroep vanaf het begin; begin november werd Still echter "gepromoveerd" om directeur voetbalzaken te worden en werd opgevolgd door Tony Cottee, een ambitieuze benoeming die de club vooruit moest helpen. Ondanks een 7-0 overwinning in zijn eerste wedstrijd tegen Blackpool, won de club uiteindelijk slechts vijf wedstrijden voor de rest van het seizoen en eindigde op de onderste plaats. Still werd in de slotfase van het seizoen opnieuw aangesteld als manager, maar kon de club uiteindelijk niet redden van degradatie terug naar de Football Conference.

### Leven in de Football Conference (2001-2005)
Still bleef in functie bij de terugkeer van de club in de Football Conference, en met een goede eerste helft van het seizoen leek het erop dat hun verblijf van korte duur zou zijn. Maar na de kerst van 2001 was de club in slechte vorm en zakte naar de middenmoot, wat leidde tot Still's definitieve vertrek bij de club. Hij werd vervangen door Peter Shreeves, die slechts enkele maanden eerder aan het hoofd stond van First Division-ploeg Sheffield Wednesday, en die de vorm van Barnet snel veranderde. Met slechts één directe promotieplaats in dit seizoen was het vooruitzicht op directie promotie al lang vervlogen toen Shreeves werd aangesteld, maar de vijfde plaats die ze uiteindelijk behaalden zou goed genoeg zijn voor de play-offs die voor het volgende seizoen werden ingevoerd. Helaas kon Barnet het momentum niet vasthouden in 2002/03, en Shreeves werd laat in dat seizoen ontslagen, met Barnet in de middenmoot van de ranglijst. Martin Allen nam de leiding over en zorgde voor een ommekeer in de resultaten, hoewel het opnieuw te laat was voor een promotie-uitdaging en ze eindigden op een teleurstellende elfde plaats. Het seizoen 2003/04 bleek een veel betere campagne te zijn, en de club stond het hele seizoen in de buurt van de top van de ranglijst, maar Allen vertrok om het roer over te nemen bij mede-Londense club Brentford met nog maar een paar maanden van het seizoen te gaan.
Voormalig Stevenage Borough-manager Paul Fairclough verving Allen voor de rest van het seizoen 2003/04. De vorm van de club stagneerde, viel uit de strijd voor automatische promotie en zelfs bijna de play-offs, maar deze keer wist de club zich te herpakken en een vierde plaats te bemachtigen, waardoor een play-off halve finale met de ploeg direct boven hen, Shrewsbury Town, een feit was. Na een 2-2 eindstand over twee wedstrijden (Barnet won met 2-1 op Underhill, Shrewsbury won met 1-0 in Gay Meadow) kwam het tot strafschoppen en Shrewsbury won de strafschoppenserie met 5-3. Het volgende seizoen, 2004/05, met Fairclough aan het roer, deden de Bees het nog beter dan het vorige seizoen en werden ze gekroond tot kampioen van de Conference Premier en herwonnen ze hun status in de Football League, nadat ze in dat seizoen een indrukwekkende 86 punten hadden verzameld en daarin 90 doelpunten hadden gescoord. Barnet eindigde ook 12 punten voor op hun naaste rivaal, Hereford United. Giuliano Grazioli eindigde met 29 doelpunten, en was tevens topscorer in de competitie.

### Terugkeer in de Football League (2005-2013)

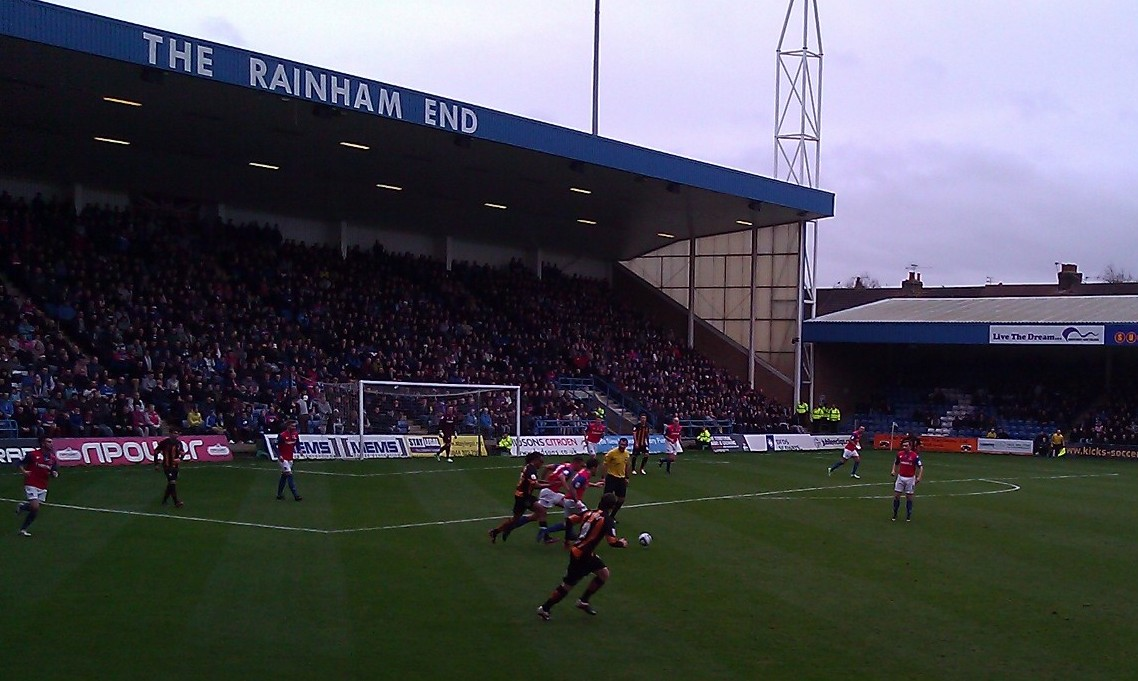
Barnet (in gestreepte shirts) speelt uit bij Gillingham (december 2012). Speler-manager Edgar Davids jaagt de Gillingham-speler aan de bal op.

Het seizoen 2005/06 begon met Barnet aan de leiding in League Two na vier wedstrijden, maar deze vorm zette niet door en de club eindigde het seizoen vijf plaatsen en 5 punten boven de degradatiezone, maar slechts 12 punten buiten de play-offs, met slechts 1 overwinning in de eerste 12 wedstrijden van 2006. In de League Cup sleepten de Bees in oktober 2005 een lucratieve uitwedstrijd tegen Manchester United in de wacht. 5.000 fans maakten de reis naar Old Trafford om Barnet met 4-1 te zien verliezen, waarbij doelman Ross Flitney in de tweede minuut uit het veld werd gestuurd. Het seizoen 2006/07 begon slecht voor Barnet, maar na een opleving halverwege het seizoen eindigden ze op de veertiende plaats. Dankzij een goede reeks wedstrijden in de FA Cup bereikten ze voor het eerst in hun geschiedenis de vierde ronde van die competitie. Ze versloegen Championship-ploeg Colchester United met 2-1 in de derde ronde en Northampton Town met 4-1 in de tweede ronde voordat ze thuis met 2-0 verloren van Plymouth Argyle. In het seizoen 2007/08 eindigde Barnet opnieuw in de middenmoot; 12e met 60 punten, en bereikte het wederom de vierde ronde van de FA Cup, waar ze met 1-0 verloren van Bristol Rovers, waarbij Jason Puncheon een penalty miste voor de Bees.
Het seizoen 2008/09 begon slecht, en tegen eind september hadden alleen de drie ploegen die voor het begin van het seizoen punten hadden verloren een lagere positie in de competitie. Na een reeks van dertien wedstrijden zonder winst in alle competities kondigde Paul Fairclough zijn ontslag aan om een rol als directeur op zich te nemen en de taken van het eerste team over te laten aan zijn assistent Ian Hendon. Fairclough nam nog één laatste wedstrijd voor zijn rekening, die resulteerde in een 2-0 overwinning tegen een andere met degradatiezorgen, AFC Bournemouth. De resultaten verbeterden en voor het einde van het seizoen werd Hendon vast aangsteld met een tweejarig contract. De Bees bleven in Football League Two voor het volgende seizoen 2009/10, dat begon met vier overwinningen uit de eerste zes wedstrijden. Er volgde een slechte reeks wedstrijden, waaronder 13 wedstrijden zonder winst, en nadat vijf opeenvolgende nederlagen de Bees dicht bij de degradatiezone brachten, werd Ian Hendon in april ontslagen met nog twee wedstrijden te gaan. Paul Fairclough keerde terug als vervangend manager voor de laatste twee wedstrijden en bracht de Bees in veiligheid met een 1-0 overwinning thuis tegen Rochdale op de laatste dag van het seizoen.
Op 1 juni 2010 werd Mark Stimson aangesteld als nieuwe manager en na een slechte start van het seizoen werd hij op 1 januari 2011 ontslagen. Hij werd opgevolgd door de nog altijd aanwezige Paul Fairclough, die echter opstapte na slechts drie overwinningen in 17 wedstrijden te hebben behaald. Hij werd opgevolgd door Martin Allen, die werd gevraagd om Barnet tot het einde van het seizoen te leiden op een niet-contractuele basis; na slechts 3 wedstrijden kreeg hij echter een contract aangeboden van Notts County en vertrok vervolgens naar hen. Met nog 5 wedstrijden te gaan van het seizoen, nam assistent manager Giuliano Grazioli het over, nadat hij eerder door Martin Allen was aangesteld als assistent manager. Grazioli kon ook Lawrie Sanchez binnenhalen als adviseur. Grazioli bracht Barnet naar de laatste dag van het seizoen met 2 punten achterstand op Lincoln City in de degradatiezone. Barnet nam het op 7 mei 2011 in Underhill op tegen Port Vale en won met 1-0 na een penalty van Izale McLeod. Door de 3-0 overwinning van Aldershot Town op Lincoln City eindigde Barnet één punt boven Lincoln City en de degradatiezone. Er volgden een pitch invasion toen de club op de laatste dag van het seizoen opnieuw handhaving bewerkstelligde, de dag die werd beschouwd als de "grote ontsnapping". Na afloop van het seizoen werd Lawrie Sanchez aangesteld als manager.
In het seizoen 2011/12 leidde Lawrie Sanchez de ploeg naar de derde plaats van onder met nog 3 wedstrijden te gaan. Hij werd op 16 april vervangen door Martin Allen, die Barnet op de laatste dag van het seizoen overeind hield door een 2-1 overwinning op Burton Albion, waardoor Barnet twee punten boven Hereford United en de degradatiezone bleef. Dit was het derde jaar op rij dat Barnet erin slaagde om zich op de laatste dag te handhaven in de Football League.
Barnet begon het seizoen 2012/13 in de League Two teleurstellend, na twee maanden was het nog wachten op de eerste overwinning. Op 11 oktober 2012 vergaarde de club internationale publiciteit met het aantrekken van Edgar Davids als speler/coach, hij was eindverantwoordelijke samen met Mark Robson. Ulrich Landvreugd werd aangesteld als assistent. In oktober boekte Barnet de eerste overwinning van het seizoen. Er werd met 4-0 gewonnen van Northampton Town. Tegen het einde van december kondigde Barnet aan dat het contract van Robson was beëindigd, waardoor Davids alleen aan het roer kwam te staan. Hij wist met de club echter geen handhaving te bewerkstelligen. De ploeg verloor op de laatste speeldag met 2-0 van Northampton Town. Doordat concurrent AFC Wimbledon won, eindigde Barnet op basis van doelsaldo onder de degradatiestreep en degradeerde zodoende naar de amateurs.
Edgar Davids bleef aan voor het seizoen 2013/14. Dick Schreuder kwam overvliegen om als extra assistent-trainer te gaan fungeren. In januari 2014 besloot Davids de club te verlaten. Barnet stond op dat moment op de tiende plaats, drie punten verwijderd van play-off plaatsen. Ulrich Landvreugd en Dick Schreuder mochten het seizoen afmaken. Ze werden echter hetzelfde seizoen nog vervangen door Martin Allen. Landvreugd en Schreuder keerden kort daarop terug naar Nederland. Barnet zou het seizoen uiteindelijk eindigen op de achtste plaats. In 2015 wist Barnet terug te promoveren naar de Football League.

### Tweede terugkeer in de Football League (2015-2018)
In hun eerste seizoen terug in de Football League leidde Martin Allen het team naar een 15e plaats. Op 1 december 2016 nam Allen ontslag bij Barnet om een baan bij Eastleigh te aanvaarden. Rossi Eames en Henry Newman werden gezamenlijk aangesteld als interim-hoofdtrainer waarbij Newman drie maanden later op 14 februari 2017 vertrok. Dit werd gevolgd door de aanstelling van Kevin Nugent, die het slechts twee maanden volhield met één overwinning in 11 wedstrijden voordat hij afscheid nam van Barnet. Hierdoor bleef Eames als coach achter tot het einde van het seizoen, waarbij Barnet twee seizoenen op rij op de 15e plaats eindigde. Op 19 mei 2017 werd hij vervolgens benoemd tot vaste hoofdtrainer waarmee hij een nieuw record vestigde en Eames op 32-jarige leeftijd de jongste manager werd.
In november van het seizoen 2017/18 werd Mark McGhee aangesteld als hun nieuwe manager met Rossi Eames als hoofd spelersontwikkeling. In januari 2018 stond Barnet onderaan in de League Two en nam de beslissing om Mark McGhee te verplaatsen naar de positie van technisch directeur en Graham Westley aan te stellen als eerste teamcoach. In maart en nog steeds onderaan de ranglijst, nam Barnet de beslissing om Graham Westley te ontslaan en Martin Allen opnieuw aan te stellen voor zijn vijfde periode. Er werd ook gemeld dat Mark McGhee de club had verlaten. Allen veranderde het tij voor Barnet met vijf overwinningen uit de volgende acht wedstrijden, waardoor de laatste dag van het seizoen hun lot zou bepalen. Barnet won hun laatste wedstrijd tegen Chesterfield, maar omdat Morecambe gelijk speelde en beide teams evenveel punten hadden, degradeerde Barnet uit de competitie op basis van doelsaldo. Op 10 mei werd bevestigd dat Allen de club opnieuw had verlaten.

### National League (2018-2025)
Na het vertrek van Allen herbenoemde Barnet John Still als hun manager voor het seizoen 2018/19 in de National League. Op 28 december 2018 kondigde Still zijn pensionering als manager aan, twee dagen na een 1-0 nederlaag tegen Boreham Wood, met de club op de 15e plaats in de competitie. Assistent-manager Darren Currie nam tijdelijk de leiding voordat hij uiteindelijk de baan op permanente basis aannam, en leidde de club naar een 13e plaats. In de FA Cup 2018/19 wist Barnet, ondanks hun status als vijfdeklasser, door te dringen tot de vierde ronde van de competitie, door te winnen van Bristol Rovers, Stockport County en Sheffield United.
In 2021 zou Barnet normaal gedegradeerd zijn naar het zesde niveau, maar werd gered doordat het seizoen van de National League South en de National League North waren stopgezet als gevolg van de coronapandemie. De prestaties van het team werden sterk belemmerd doordat de club tijdens de eerste helft van het seizoen zwaar werd getroffen door de pandemie, en door de sluiting van de door de EFL gefinancierde voetbalacademie van de club aan het einde van het vorige seizoen.

### Recente jaren (2025–heden)
In 2025 keerde Barnet FC onder leiding van de Ier Dean Brennan na zeven seizoenen afwezigheid terug in de English Football League na het winnen van de National League.

## Bekende ex-spelers en -trainers
- Albert Adomah
- Adam Birchall
- Edgar Davids (speler-trainer)
- Dion Dublin
- Manny Duku
- Collins John
- Melvin Holwijn
- Michel Kuipers
- Ulrich Landvreugd (assistent, interim hoofdcoach)
- Kevin Lisbie
- Marciano Mengerink
- Chiró N'Toko
- Dick Schreuder (assistent, interim hoofdcoach)

Accrington Stanley ·
Barnet ·
Barrow · 
Bristol Rovers · 
Bromley ·
Cambridge United · 
Cheltenham Town ·
Chesterfield ·
Colchester United ·
Crawley Town · 
Crewe Alexandra · 
Fleetwood Town ·
Gillingham ·
Grimsby Town ·
Harrogate Town · 
Milton Keynes Dons · 
Newport County ·	
Notts County · 
Oldham Athletic · 
Salford City · 
Shrewsbury Town · 
Swindon Town ·
Tranmere Rovers ·
Walsall ·